# تل أبو حامد
أبو حامد موقع أثري، في غور الأردن من العصر الحجري النحاسي، في منتصف الطريق بين بحيرة طبرية شمالاً والبحر الميت جنوباً، على الضفة اليمنى لنهر الأردن. يتألف من مجموعة من التلال التي تكونت على امتداد منطقة مساحتها نحو 6.5 هكتار، وقد أزالت العوامل الطبيعية الجزء الأكبر منها ولم يبق إلا التل الرئيس ومساحته نحو 2.5 هكتار وارتفاعه بضعة أمتار.
بدأ التنقيب في الموقع عام 1986 من قبل بعثة أردنية فرنسية مشتركة بإدارة كل من جنفْيفْ دلفوس وزيدان كفافي واستمر حتى عام 1992، وتم الكشف عن مستوطنة مهمة، عاشت مدة قصيرة لم تتجاوز القرنين، بين نهاية الألف الخامس وبداية الألف الرابع قبل الميلاد، منازلها متعددة الحجرات مبنية من الطوب اللبن، على أساسات حجرية، بعمق 30-40 سم، جدرانها سميكة، وهي ذات أشكال متنوعة معظمها مستطيل وبعضها مربع، وأكثرها كبير الحجم، تراوح مساحة المنزل بين 20-25م2، وهي تلتف حول ساحات واسعة عموماً وتفصل بينها شوارع وأزقة مختلفة. وكشف في المستوطنة عن حفر المواقد والتنانير وأحواض للتخزين.

## الآثار المنقولة ودلالاتها الحضارية
كُشف في الموقع عن مجموعة غنية من الآثار المنقولة التي تعكس طبيعة الحياة الاقتصادية والثقافية للسكان في مرحلة ما قبل التاريخ. ومن أبرز ما عُثر عليه الأدوات الحجرية، مثل المناجل والبلطات والمثاقب ورؤوس النبال والشفرات والسكاكين والمكاشط. كما وُجدت أدوات مصنوعة من البازلت، منها الرحى، والأجران، والمدقات، إلى جانب بلطات ومثاقب عظمية، وأوانٍ حجرية دقيقة الصنع كالمزهريات، والأقداح، ورؤوس الدبابيس، معظمها من الحجر الكلسي، وبعضها من الهيماتيت.
أما الأواني الفخارية، فكان معظمها يُصنع يدويًا، في حين دلّت بعض القطع على استخدام الدولاب. تميزت هذه الأواني بزخارف متنوعة، تضمنت خطوطًا حمراء أو متعرجة ذات أشكال هندسية أو تشبه الأفاعي، كما شملت زخارف بالحز أو التلوين أو الإلصاق، وبرزت منها الصحون، والزبادي، والكؤوس.
وتُعد الجرار الضخمة المستخدمة لتخزين الطعام والشراب من أبرز القطع المكتشفة، إلى جانب أوانٍ فخارية على هيئة حيوانات، استُخدمت غالبًا لأغراض جنائزية، إضافة إلى تماثيل طينية وحجرية جسّدت حيوانات مثل المعز والضأن والبقر، وأخرى تمثّل البشر والطيور.كما ضمت المكتشفات خرزًا وحليًا مصنوعة من الصدف والأحجار النادرة، ورسومًا جدارية تتميز بخطوط ملونة متقاطعة. وتشير الأدلة الأثرية أيضًا إلى ممارسة السكان لصناعات محلية، مثل صناعة النسيج والسلال.
أما في الجانب الحيواني، فقد تبين أنهم دجّنوا أنواعًا متعددة من الحيوانات، منها الضأن والمعز والبقر والخنازير والخيول والكلاب والحمير، واستفادوا كذلك من الصيد البري، ولا سيما الغزلان والأرانب والطيور والقواقع والأسماك. وفي ما يخص الزراعة، فقد زرع السكان القمح والشعير والحمص والعدس والجلبان والكتان، كما عُثر على أدلة تشير إلى وجود أشجار الزيتون والتين والبلوط. وبذلك شكّلت الزراعة والرعي الأساس الاقتصادي للحياة في هذه المستوطنة، في حين لا تتوفر معلومات كافية عن الجوانب الاجتماعية والروحية للسكان.

تأتي أهمية هذه المستوطنة من كونها تمثل المرحلة الأخيرة من عصور ما قبل التاريخ، وتشكّل حلقة في سياق حضاري واحد ساد جنوب سورية وفلسطين خلال تلك الفترة، ويُنسب إلى ما يُعرف بـالحضارة الغسولية، التي اكتُشفت لأول مرة في تليلات الغسول شمال شرق البحر الميت، كما وُجدت آثارها في مناطق الجولان والنقب. وقد مثّلت هذه المستوطنات المتقدمة تمهيدًا لنشوء المجتمعات التاريخية الأولى مع مطلع الألف الثالث قبل الميلاد.